# 지우다 아른스

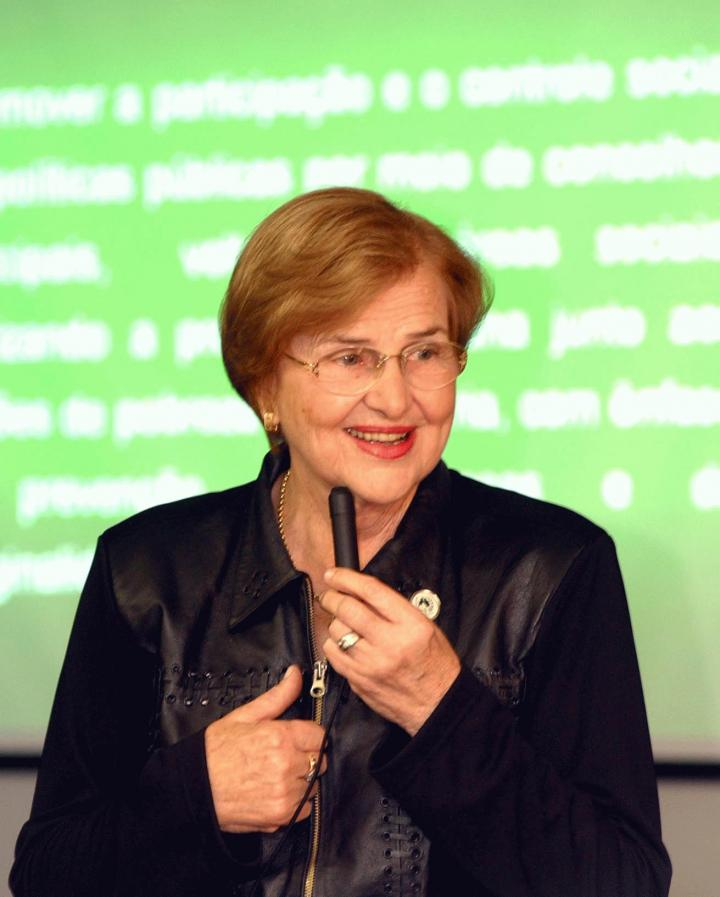
지우다 아른스

지우다 아른스 네우망(포르투갈어: Zilda Arns Neumann, 1934년 8월 25일 ~ 2010년 1월 12일)은 브라질의 여성 의료인·사회 운동가이다.
산타카타리나주의 독일 이민 가정에서 태어났다. 파라나 연방 대학교에서 의학을 공부하였고, 소아과 전문의 자격을 취득한 후 쿠리치바 부근에서 가난한 아동들을 돌봤다. 그의 오빠 파울루 에바리스투 아른스는 가톨릭 고위 성직자로, 상파울루 대교구장이었으며, 추기경이기도 하다. 오빠와의 인연으로 브라질 가톨릭 주교회의 산하 사회활동기구인 '어린이를 위한 목회자'(포르투갈어: Pastoral da Criança) 창설에 기여하여 전국적인 아동 보호 활동을 펼쳐 큰 존경을 받았고, 브라질의 테레사 수녀라는 칭송을 들었다. 그는 이러한 활동으로 노벨 평화상 후보로도 추천되기도 했다. 2010년 1월, 어린이 인권 보호 강연을 위해 아이티를 찾았다가 지진으로 변을 당해 사망하였다. 유해는 브라질로 운구되었으며, 장례식에는 루이스 이나시우 룰라 다 시우바 대통령도 참석하였다.